# Едвард Фокс
Едвард Чарлс Морис Фокс (енгл. Edward Charles Morice Fox; рођен 13. априла 1937. у Челсију, Лондон) је енглески филмски, позоришни и телевизијски глумац. Најпознатији по улогама професионалног убице званог Шакал, који је ангажован за атентат на француског председника генерала де Гола у лето 1963. у филму Операција Шакал (1973). Познат је и по улогама у филмовима Битка за Британију (1969), Љубавни гласник (1971), за коју је освојио награду БАФТА, Снага 10 са Наварона (1978) и Побуна на броду Баунти (1984). Такође је сарађивао са редитељем Ричардом Атенбороуом, појављујући се у његовим филмовима О, какав диван рат (1969), Недостижни мост (1977) и Ганди (1982). Тумачио је и улогу Бондовог претпостављеног М–а у "незваничној" адаптацији Бонд романа Никад не реци никад.
Глумио је краља Уједињеног Краљевства Едварда VIII у британској телевизијској драмској серији Едвард и госпођица Симпсон (1978), а појавио се и у историјској серији Табу (2017). Поред филмског и телевизијског рада, Фокс је такође признати позоришни глумац.
Његов рођени брат је познати енглески глумац Џејмс Фокс, а ћерка такође позната енглеска глумица Емилија Фокс.